# Dario Špikić
Dario Špikić (Zagreb, 22. ožujka 1999.) hrvatski je nogometaš koji igra na poziciji krila. Trenutačno igra za Rio Ave.

## Klupska karijera

### Rana karijera
Godine 2007. prelazi iz Kurilovca u nogometnu školu zagrebačkog Dinama.

### Dinamo Zagreb II
Za Dinamo Zagreb II debitirao je 30. studenog 2016. u utakmici 2. HNL protiv Novigrada od kojeg je druga momčad Dinama izgubila 0:1. Postigao je gol u svojoj idućoj utakmici za klub odigranoj 4. ožujka 2017. protiv Sesveta koje su izgubile susret 2:3.

### Hajduk Split II
Dana 16. srpnja 2018. Špikić je prešao u Hajduk Split II. Za drugu momčad splitskog Hajduka debitirao je 25. kolovoza kada je Dugopolje u utakmici 2. HNL poraženo s minimalnih 0:1. Svoj prvi gol za klub postigao je 13. listopada kada je Međimurje poraženo 1:4. Za prvu momčad Hajduka ostvario je jedan nastup i to 4. svibnja 2019. kada je Hajduk u utakmici 1. HNL pobijedio Inter Zaprešić 3:2.

### Gorica
Dana 20. siječnja 2020. prešao je u redove Gorice bez odštete. Za Goricu je debitirao 2. veljače u utakmici 1. HNL protiv Osijeka koja je završila bez golova. Svoj prvi gol za klub postigao je 14. kolovoza kada je Gorica pobijedila Varaždin s visokih 1:5. U Hrvatskom nogometnom kupu debitirao je 7. prosinca u utakmici osmine finala protiv Lokomotive Zagreb koju je Gorica dobila 3:1. U ligaškoj utakmici odigranoj 23. siječnja 2021. protiv zagrebačkog Dinama od kojeg je Gorica izgubila 3:4, Špikić je postigao jedan gol i dvije asistencije.

### Dinamo Zagreb
Dana 4. veljače 2021. prešao je u zagrebački Dinamo. Idući dan posuđen je Gorici do kraja sezone. Za Dinamo Zagreb debitirao je 23. srpnja u utakmici 1. HNL u kojoj je Hrvatski dragovoljac izgubio 0:4. U kupu je debitirao 22. rujna kada je Dinamo izbacio riječki Orijent 1919 rezultatom 1:4. Svoj prvi gol za klub postigao je 3. listopada u ligaškoj utakmici protiv Hrvatskog dragovoljca koji je poražen 8:0. U UEFA Europskoj ligi debitirao je 4. studenog protiv bečkog Rapida kojeg je Dinamo porazio 3:1. U UEFA Ligi prvaka debitirao je 6. rujna 2022. kada je Dinamo pobijedio Chelsea 1:0. Za Dinamo Zagreb ostvario je u službenim utakmicama 20 pogodaka u 146 nastupa, odnosno sveukupno 25 pogodaka u 179 nastupa.

### Aris (posudba)
Posuđen je Arisu 31. siječnja 2025. do kraja sezone uz mogućnost otkupa. Za Aris je debitirao 2. veljače u ligaškoj utakmici protiv kluba Atena Kallithea koji je poražen 0:1. Klupski prvijenac ostvario je 3. svibnja u ligaškoj utakmici protiv OFI-ja koja je završila 1:1.

### Rio Ave
Špikić je 15. kolovoza 2025. prešao iz zagrebačkog Dinama u portugalski Rio Ave za iznos od 600 tisuća eura.

## Reprezentativna karijera
Tijekom svoje omladinske karijere nastupao je za selekcije Hrvatske do 14, 15, 17, 19, 20 i 21 godine.

## Priznanja

### Klupska
Dinamo Zagreb
- 1. HNL/HNL (3): 2021./22., 2022./23., 2023./24.
- Hrvatski nogometni kup (1): 2023./24.
- Hrvatski nogometni superkup (2): 2022., 2023.

## Vanjske poveznice
- Profil, Hrvatski nogometni savez
- Profil, Transfermarkt (engl.)